# 4784 Samcarin
A 4784 Samcarin (ideiglenes jelöléssel (4784) 1984 DF1) a Naprendszer kisbolygóövében található aszteroida. Henri Debehogne fedezte fel 1984. február 28-án.